# Jorgos Amerikanos
Jorgos Amerikanos (gr. Γιώργος Αμερικάνος; ur. 21 grudnia 1942 w Nikiea, zm. 7 października 2013) – grecki koszykarz, po zakończeniu kariery sportowej trener koszykarski.

## Osiągnięcia
Stan na 19 maja 2016, na podstawie, o ile nie zaznaczono inaczej.

### Zawodnicze
Drużynowe
- Mistrz:
  - Grecji (1963, 1964, 1965, 1966, 1968, 1970)
  - II ligi greckiej (1976)
- Wicemistrz Grecji (1967, 1969, 1971, 1974)
- Brązowy medalista mistrzostw Grecji (1973, 1975)
- Zdobywca Pucharu Europy Zdobywców Pucharów (1968)
- 4. miejsce w Pucharze Europy Mistrzów Krajowych (1966)

Indywidualne
- Lider strzelców:
  - ligi greckiej (1965, 1968)
  - finałów Pucharu Europy Zdobywców Pucharów (1968)
- Klub AEK Ateny zastrzegł należący do niego numer 10

Reprezentacja
- Wicemistrz Bałkanów (1969)
- Brązowy medalista mistrzostw Bałkanów (1964, 1967)
- Uczestnik:
  - mistrzostw Europy (1961 – 17. miejsce, 1965 – 8. miejsce)
  - igrzyskach śródziemnomorskich (1967 – 4. miejsce)
  - kwalifikacji do igrzysk olimpijskich (1960, 1964)
  - mistrzostw Bałkanów (1962 – 5. miejsce, 1964, 1967, 1969)

### Trenerskie
- Finalista Pucharu Grecji (1978)